# Obléhání Tábora (1438)
Obléhání Tábora roku 1438 spočívalo v neúspěšném několikatýdenním obléhacím pokusu vojsk tehdejšího uherského krále a českého krále a rakouského vévody Albrechta IV. Rakouského dobýt Tábor chráněný česko-polským vojskem vedeným Hyncem Ptáčkem z Pirkštejna trvající od 6. srpna do 15. září roku 1438 ve finální fázi husitských válek, konkrétně ve sporu o nástupnictví na český trůn. Navzdory mnohonásobné přesile útočníků nebyl sveden rozhodující střet a invazní vojska se tak následně stáhla zpět na domovské území. Nedlouho poté však byla mezi oběma stranami sporu svedena dílčí bitva u Želenic.

## Pozadí
Po Zikmundově smrti se rozvinul spor o nástupnictví na český trůn. Většina české šlechty se přiklonila ke královně-vdově Barboře (kterou dal Zikmund před svou smrtí uvěznit). Tuto stranu (zvanou též "strana národní"), reprezentovanou především osobností Hynce Ptáčka z Pirkštejna spojoval odpor proti nástupnictví Albrechta Habsburského (manžela Zikmundovy dcery Alžběty), kterého prosazovala za krále "rakouská" strana, jejímiž hlavními představiteli byli Oldřich II z Rožmberka a Menhart z Hradce. Česká strana zvažovala možnost nabídky českého trůnu Jagelloncům (dle původních úvah si polský král nebo jeho bratr měl vzít Barbořinu vnučku a královna-vdova by vládla jako regentka). Polskou kandidaturu podporovali i radikálové v čele s Bedřichem ze Strážnice, sám Ptáček preferoval zprvu (možná jen navenek) jednání o kapitulačních podmínkách přijetí Albrechta za českého krále. Když byla jednání neúspěšná, svolal Ptáček v dubnu 1438 sjezd svých spojenců do Kutné Hory, kde byla polská kandidatura odsouhlasena. Ptáček spolu s Alšem Holickým poté odjeli do Polska a dosáhli toho, že polský sněm souhlasil s kandidaturou Kazimíra, mladšího bratra krále Vladislava.  
Po oficiálním vyhlášení volby Kazimíra Jagellonského českým králem na sjezdu kališnické šlechty v Mělníce 29. května 1438 vytáhl Albrecht Habsburský podporovaný rakouskou stranou do Čech. Praha byla v té době prorakouská a Albrecht se zde nechal korunovat za českého krále (přestože ho Ptáčkova strana žádala, aby korunovaci odložil a počkal na výnos zemského sněmu).  

## Obléhání
O střetu obou vojsk se zmiňují některé soudobé prameny, z nichž byla informace o bitvě převzata mj. historiky v 19. století, jako František Palacký či Karel Vladislav Zap.
Proti Albrechtovi se spojila vojska českých kališníků s oddíly vyslanými z Polska pod vedením Sudivoje z Ostrorohu, vévody Poznaňského a Jana z Trenčína, vévody Sandomírského o síle asi 4 tisíc jezdců. Oddílům české šlechty pak velel Hynce Ptáček, dále pak Jan Čapek ze Sán, Jan Hertvík z Rušinova, Beneš Mokrovouský a další, táboritské vojsko pak vedl Bedřich ze Strážnice a táborský hejtman Petr Polák, pocházející ze Slezska. České a polské vojsko se v celkové síle asi 12 tisíc mužů shromáždilo poblíž Hradce Králové a plenilo statky Hynka Krušiny z Lichtenburka okolo Kumburka a Jičína za to, že se přiklonil k Albrechtovi. Následně se pak obrátilo na jihozápad, prošlo okolo Prahy a zamířilo k Táboru. 
Albrecht pak shromažďoval vojsko v Praze. S žádostí o vojenskou pomoc byl do německých zemí vyslán Kašpar Šlik. Do habsburského ležení pak postupně přibyli rytíři plzeňského landfrýdu, 23. července pak páni z Uher, 1. srpna potom přitáhl z říše Fridrich II. Mírný, vévoda saský a markrabě míšeňský, s 2000 jezdci a 3000 pěšáky, kterého Albrecht přivítal osobně. 3. srpna se pak vojsko vydalo k setkání s Čechy a Poláky k Táboru, následováni později vojsky příchozími bavorským vévodou Kryštofem a také knížete Albrechta, syna markraběte braniborského, Kašpara Šlika se svým lidem, houfy z měst Chebu a Lokte či zástupy hejtmana Jakoubka z Vřesovic. To vše o přibližné síle 1 800 bojovných vozů, 8 000 jezdců a 12 000 pěších, jiné zprávy ale mluví však o 30 000 bojovnících. Vojsko pak 6. srpna zaujalo postavení před Táborem, kde za rozsáhlou vozovou hradbou leželo české a polské vojsko.
Ani jedna z armád se však v období následujících týdnů neodhodlala k provedení rozhodné vojenské akce. Obležení města se tak omezilo pouze na dělostřelecké výměny, drobné šarvátky a dílčí střety mezi jednotlivými jednotkami. Jednu z těchto šarvátek svedl kdesi před Táborem se svým vojskem také Jiří z Poděbrad, který táhl českému vojsku na pomoc. Během obléhání při jedné z menších srážek zahynul jistý hrabě z Hohensteinu. Během akce upadl též v nemilost Zikmund Děčínský z Vartenberka, jež byl Albrechtem vyhodnocen jako zrádce, uvězněn v Jindřichově Hradci a následně ve vězení zemřel.
Albrecht, který v situaci nenacházel vojenské východisko, zahájil s protivníkem jednání, po jehož selhání pak jeho vojska 15. září od města odtáhla. 

## Důsledky
Albrechtovi spojenci na ústupu svedli s česko-polskými vojsky vítěznou bitvu u Želenic. Ptáček pak s několika dalšími představiteli své strany odjel za polským králem Vladislavem. Protože však Poláci cítili ohrožení ze strany Uher a Litvy, svá vojska z Čech stáhli. Ptáček zůstal v Polsku až do poloviny roku 1439, větší polské podpory se však Češi nedočkali. Již v únoru 1439 uzavřel Albrecht s Vladislavem příměří, poté se pokračovalo ve dvoustranných jednáních. Na podzim však Albrecht vytáhl proti Turkům, během tažení se nakazil úplavicí a nečekaně zemřel. Na český trůn tak oficiálně nastoupil Albrechtův ještě nenarozený Ladislav Pohrobek. V době jeho nezletilosti za něj rozhodoval zemský sněm, v okolí mladého krále pak získal zásadní vliv Jiří z Poděbrad.  